# Happy Hooligan
Happy Hooligan (original Happy Hooligan) amerikansk tecknad dagsstrippserie skapad av Frederick Burr Opper 1900.
Serien handlar om en godhjärtad irländsk luffare som oförskyllt råkar i trubbel. Serien blev enormt populär i USA.